# Farní sbor Českobratrské církve evangelické ve Škvorci
Farní sbor Českobratrské církve evangelické ve Škvorci je sborem Českobratrské církve evangelické ve Škvorci. Sbor spadá pod Pražský seniorát.
Sbor administruje farář Matěj opočenský, kurátorem je Blahoslav Hruška.

## Faráři sboru
- Timoteus Blahoslav Kašpar (1905–1909)
- Karel Palásek (1943–1952)
- Irena Škeříková (1984–1993)